# Абан (селище)
А́бан (рос. Абан) — селище (з 1964 по 2006 — селище міського типу) в Красноярському краї Росії, центр Абанського району, за 309 км на північний схід від Красноярська.
Селище розташоване на річці Абан, притоці Усолки (басейн річки Єнісей), за 62 км на північний схід від залізничної станції Канськ-Єнісейський.
Населення селища становить 9 429 (2008; 10,2 тис. в 1996, 7,3 тис. в 1969).
Абан заснований в 1762 році, з 1964 по 2006 роки мав статус селища міського типу.
В селищі працюють підприємства лісової (ліспромгосп, хімлісгосп), легкої та харчової (маслозавод) промисловості, ведеться видобуток бурого вугілля на Абанському родовищі.